# Pandemonia
Pandemonia of voluit Pandemonia Science Theater was een theatergroep uit Amsterdam die zich toegelegde  op het maken van theater over wetenschap. Het ging hierbij niet louter om wetenschapsvoorlichting in klassieke zin maar veelal om het belichten van de menselijke, ethische en maatschappelijke kanten van wetenschap. 
Pandemonia trad op voor onder meer middelbare scholen, universiteiten, overheden en musea. Ook tijdens symposia en congressen verzorgde het gezelschap kortdurende acts. Vaak koos Pandemonia voor groteske vormen en veel humor, ook bij het behandelen van ingewikkelde of beladen onderwerpen zoals de kwantummechanica of reageerbuisbaby's. 
Het gezelschap is in 1988 opgericht en bestond tot 2016. Tony Maples was artistiek directeur, Lea Witmondt zakelijk directeur.